# Zephyrhills
Zephyrhills – miasto w Stanach Zjednoczonych, w stanie Floryda, w hrabstwie Pasco.